# Agapetes loranthiflora
Agapetes loranthiflora är en ljungväxtart som beskrevs av David Don och George Don jr. Agapetes loranthiflora ingår i släktet Agapetes och familjen ljungväxter. Inga underarter finns listade i Catalogue of Life.